# Авіакатастрофа Ан-12 біля Кавали
Авіакатастрофа Ан-12 біля міста Кавала сталася 16 липня 2022 року. Літак розбився у Греції при виконанні комерційного вантажного рейсу з Сербії до Йорданії, на борту було 8 осіб, весь екіпаж загинув.

## Рейс
Згідно даних міністра оборони Сербії Небойші Стефановича, Ан-12, що належав українській компанії «Meridian Air Cargo», проводив комерційний транспортний рейс, перевозячи сербську військову техніку вагою 11,5 тонн до Даки в Бангладеш.

## Перебіг подій
Після зльоту з сербського летовища в місті Ніш, літак взяв курс на Йорданію. Літак мав здійснити технічні посадки в Аммані (Йорданія), Ер-Ріяді (Саудівська Аравія) та Ахмадабаді (Індія), після чого приземлитися у Даці.
Над Адріатичним морем один із двигунів літака загорівся, після чого літак подав сигнал лиха, екіпаж намагався провести аварійну посадку в грецькій Кавали, проте потім зник з радарів і впав за 10 миль на захід від міста.
Літак розбився між селами Антифіліппі та Палеохорі в Елефтерополісі, Кавала. Для гасіння пожежі спочатку було направлено 15 пожежників на семи машинах. У прилеглих населених пунктах було припинено електропостачання.

## Причини
Спікер МЗС України Олег Ніколенко зазначив, що попередньою причиною аварії стала аварія одного з двигунів. Після інциденту, на базі українського консульства у Салоніках було створено оперативний штаб.

## Розслідування, наслідки
18 липня було оголошено про плани Греції провести демарш як протест, що Белград не проінформував країну про небезпечний вантаж.